# Kapu Rajaiah
Kapu Rajaiah (Telugu: కాపు రాజయ్య; * 6. April 1925 in Siddipet; † 20. August 2012 ebenda) war ein indischer Maler.

## Leben
Rajaiah stammte aus einer ärmlichen Familie aus dem im Distrikt Medak gelegenen Ort Siddipet. Er studierte an der Central School of Arts and Crafts in Hyderabad und begann mit Tempera, bevor er sich auf Ölfarben verlegte. Er erlangte Bekanntheit durch Gemälde, die sich an der Volkskunst und dem Landleben seiner Heimatregion Telangana orientierten. Seine stilistisch der Nakashi-Kunst verschriebenen Werke wurden häufig mit denen des bengalischen Malers Jamini Roy verglichen und porträtieren traditionelle Festlichkeiten, Menschen und andere Facetten des dörflichen Lebens in Andhra Pradesh wie Vaddera mahila, Yellamma Jogi, Gopika Krishna, Kolatam, Bonalu und Bathukamma. Er erhielt zahlreiche staatliche Auszeichnungen. Internationale Ausstellungen mit Rajaiahs Gemälden fanden unter anderem in Großbritannien, der Tschechoslowakei, Australien, Ungarn, Rumänien, Bulgarien, Kuba und Mexiko statt.